# Dicyphus
Dicyphus is een geslacht van wantsen uit de familie blindwantsen. Het geslacht werd voor het eerst wetenschappelijk beschreven door Fieber in 1858 .

## Soorten
Het genus bevat de volgende soorten:

- Dicyphus cucurbitaceus (Spinola, 1852)
- Dicyphus minimus Uhler, 1899
- Dicyphus parkheoni Lee & Kerzhner, 1995
- Dicyphus rubusensis Peñalver & Baena, 2000

Subgenus Brachyceroea Fieber, 1858
- Dicyphus albonasutus Wagner, 1951
- Dicyphus alluaudi Vidal, 1952
- Dicyphus annulatus (Wolff, 1804)
- Dicyphus azadicus Linnavuori & Hosseini, 1999
- Dicyphus botrydis Rieger, 2002
- Dicyphus cerutti Wagner, 1946
- Dicyphus digitalidis Josifov, 1958
- Dicyphus furcifer Muminov, 1978
- Dicyphus geniculatus (Fieber, 1858)
- Dicyphus globulifer (Fallén, 1829)
- Dicyphus matocqi Baena & J. Ribes, 2006
- Dicyphus melanocerus Reuter, 1901
- Dicyphus montandoni Reuter, 1888
- Dicyphus orientalis Reuter, 1879
- Dicyphus pauxillus Muminov, 1978
- Dicyphus seleucus Seidenstücker, 1969
- Dicyphus sengge Hutchinson, 1934
- Dicyphus thoracicus Reuter, 1879

Subgenus Dicyphus Fieber, 1858
- Dicyphus agilis Uhler, 1877
- Dicyphus alkannae Seidenstücker, 1956
- Dicyphus baezi J. Ribes, 1983
- Dicyphus bolivari Lindberg, 1934
- Dicyphus brachypterus Knight, 1943
- Dicyphus californicus Stål, 1859
- Dicyphus cerastii Wagner, 1951
- Dicyphus confusus Kelton, 1980
- Dicyphus constrictus (Boheman, 1852)
- Dicyphus crudus Van Duzee, 1916
- Dicyphus deylamanus Linnavuori & Hosseini, 1999
- Dicyphus diplaci Knight, 1968
- Dicyphus discrepans Knight, 1923
- Dicyphus eckerleini Wagner, 1963
- Dicyphus elongatus Van Duzee, 1917
- Dicyphus epilobii Reuter, 1883
- Dicyphus errans (Wolff, 1804)
- Dicyphus escalerae Lindberg, 1934
- Dicyphus famelicus Uhler, 1878
- Dicyphus flavoviridis Tamanini, 1949
- Dicyphus gracilentus Parshley, 1923
- Dicyphus hesperus Knight, 1943
- Dicyphus hyalinipennis (Burmeister, 1835)
- Dicyphus incognitus Neimorovets, 2006
- Dicyphus josifovi Rieger, 1995
- Dicyphus lindbergi Wagner, 1951
- Dicyphus maroccanus Wagner, 1951
- Dicyphus paddocki Knight, 1968
- Dicyphus pallidus (Herrich-Schaeffer, 1836)
- Dicyphus phaceliae Knight, 1968
- Dicyphus poneli Matocq & J. Ribes, 2004
- Dicyphus rhododendri Dolling, 1972
- Dicyphus ribesi Knight, 1968
- Dicyphus rivalis Knight, 1943
- Dicyphus rubi Knight, 1968
- Dicyphus rubicundus Blöte, 1929
- Dicyphus rufescens Van Duzee, 1917
- Dicyphus similis Kelton, 1980
- Dicyphus stachydis J. Sahlberg, 1878
- Dicyphus stitti Knight, 1968
- Dicyphus tamaninii Wagner, 1951
- Dicyphus tibialis Kelton, 1980
- Dicyphus tinctus Knight, 1943
- Dicyphus tumidifrons J. Ribes, 1997
- Dicyphus umbertae Sanchez & Cassis, 2006
- Dicyphus usingeri Knight, 1943
- Dicyphus vestitus Uhler, 1895

Subgenus Idolocoris Douglas & Scott, 1865
- Dicyphus martinoi Josifov, 1958
- Dicyphus nigrifrons Reuter, 1906
- Dicyphus pallicornis (Fieber, 1861)
- Dicyphus regulus (Distant, 1909)
- Dicyphus testaceus Reuter, 1879

Subgenus Mesodicyphus Wagner, 1951
- Dicyphus linnavuorii Wagner, 1967
- Dicyphus sedilloti Puton, 1886